# Prisión para Mujeres del Centro de California

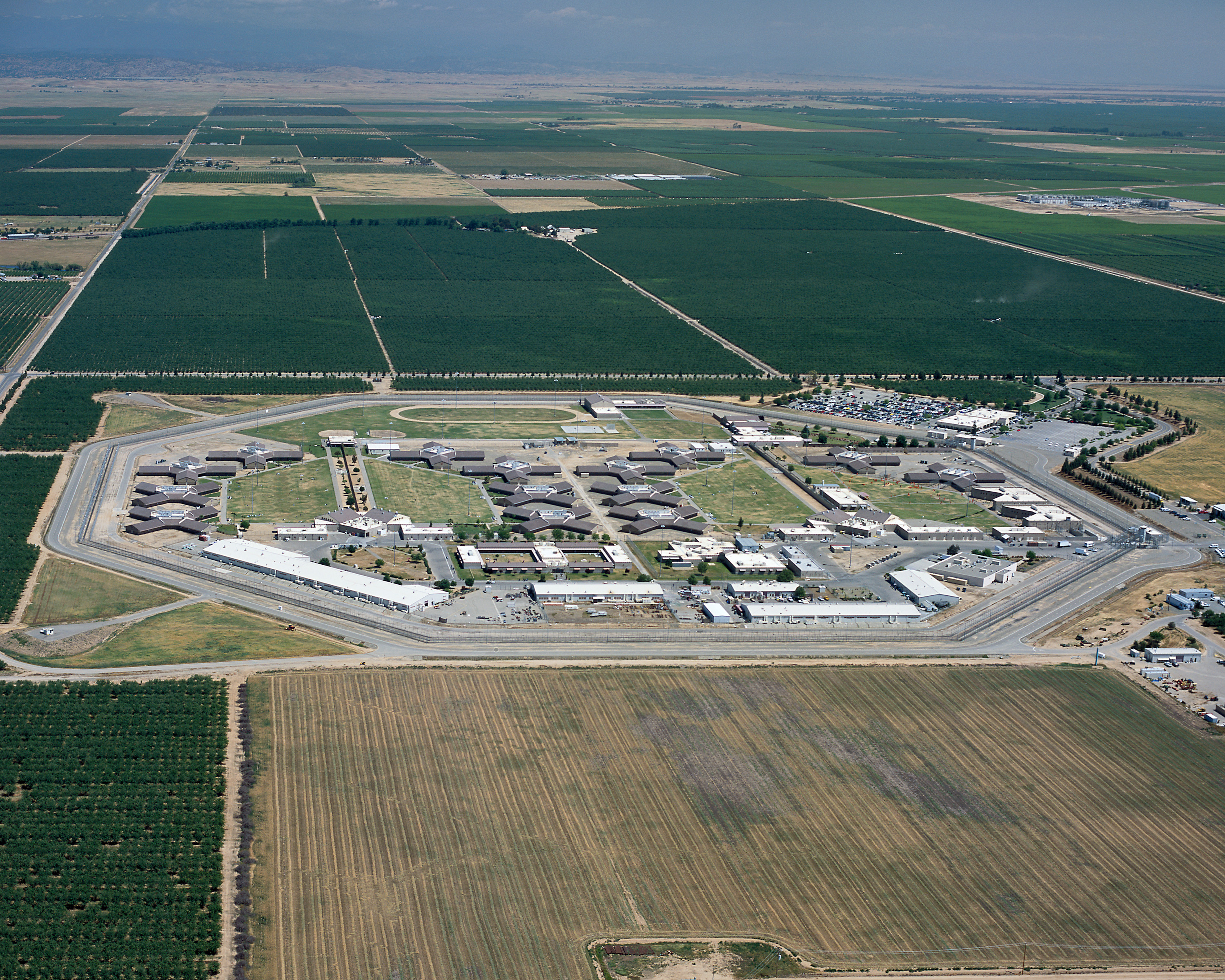
Prisión de Mujeres del Centro de California

La Prisión para Mujeres del Centro de California (Central California Women's Facility o CCWF) es una prisión para mujeres en Chowchilla, California. Como parte del Departamento de Correcciones y Rehabilitación de California (CDCR por sus siglas en inglés), la prisión se abrió en el octubre de 1990. El Gobernador de California, Pete Wilson, trasladó el corredor de la muerte estatal para mujeres de California a la Prisión para Mujeres del Centro de California en el diciembre de 1991.

## Prisioneras notables
- Sara Kruzan